# Curentul latinist
Curentul latinist este un curent apărut în lingvistica și filologia română din secolul XIX, care a continuat unele idei ale Școlii ardelene. 
Limbile și culturile romanice au fost supuse în epoca Renașterii la un proces profund și deliberat de relatinizare, care s-a manifestat în special la nivel lexical (ortografia etimologică, împrumuturi savante, înlocuirea cuvintelor de origine non-latină). Este vorba probabil de epoca în care latina este abandonată ca limbă de cancelarie în favoarea limbilor neolatine. Este și cazul Transilvaniei, unde limba latină funcționase ca limbă de stat până la momentul compromisului austro-ungar (există dovezi că latina fusese limbă oficială și a cancelariei Moldovei și Țării Românești pentru o perioadă).
În limba română, curentul latinist are meritul de a fi contribuit la generalizarea scrierii cu caractere latine, de a fi stimulat interesul pentru vechile texte de limbă românească și de a fi adus noi argumente în sprijinul originii latine a limbii române. 
Împrumutul lexical reprezintă indiscutabil cea mai importantă modalitate prin care s-a realizat relatinizarea lexicului românesc (în contrast cu derivarea sau alte procedee interne). Cu toate acestea, procesul de relatinizare lexicală a limbii române a fost mai puțin pronunțat decât în celelalte limbi romanice, însă de dată mai recentă (secolul XVIII):
|            | Împrumuturi latine | Împrumuturi latine comune |
| ---------- | ------------------ | ------------------------- |
| portugheză | 6.165              | 5.896                     |
| spaniolă   | 5.508              | 5.404                     |
| catalană   | 5.891              | 5.793                     |
| franceză   | 5.458              | 5.388                     |
| italiană   | 5.991              | 5.890                     |
| română     | 3.883              | 3.608                     |

Între reprezentanții curentului latinist s-au manifestat ciocniri între tendințele moderate și cele extreme. Mai moderați au fost George Barițiu, Gheorghe Munteanu, Iosif Hodoș etc., iar printre cei care au extremizat curentul latinist au fost G. Săulescu, Timotei Cipariu, August Treboniu Laurian, Ion C. Massimu etc. Exagerările unor reprezentanți latiniști au fost combătute de scriitori moldoveni și munteni ai epocii: Alecu Russo, Costache Negruzzi, Vasile Alecsandri, Alexandru Odobescu, Bogdan Petriceicu Hasdeu, Titu Maiorescu. 
Curentul latinist și-a încetat influența pe la anul 1880, adică după jumătate de secol de la apariția lui.

## Alte lecturi
- Aldea, Maria (2017). „Reromanizarea limbii române în viziunea lui Sextil Pușcariu” (PDF). Caietele Sextil Pușcariu. III: 15–20. Arhivat din original (PDF) la 29 iunie 2019.
- Harris, Martin (1988). „The Romance Languages”.  În Harris, Martin; Vincent, Nigel. The Romance Languages. Oxford University Press. pp. 1–23. ISBN 978-0-19-520829-0.
- Macrea, Dimitrie (1982). Probleme ale structurii și evoluției limbii române. Editura Științifică și Enciclopedică. p. 271.
- Mallinson, Graham (1988). „Rumanian”.  În Harris, Martin; Vincent, Nigel. The Romance Languages. Oxford University Press. pp. 391–419. ISBN 978-0-19-520829-0.
- Moldovanu-Cenușă, Ioana (2013). „Influența franceză în cadrul arhitecturii limbii române. Teoria „relatinizării" sau a „reromanizării"” (PDF). Philologica Jassyensia. IX (1): 183–94. Arhivat din original (PDF) la 10 aprilie 2018.
- Nandriș, Grigore (decembrie 1951). „The development and structure of Rumanian”. The Slavonic and East European Review. 30 (74): 7–33.
- Petrucci, Peter R. (1999). Slavic Features in the History of Rumanian. Lincom Europa. ISBN 38-9586-599-0.
- Pop, Ioan-Aurel (2015). „The Significance of Medieval Testimonies about the Romanian Language”. Caietele Sextil Pușcariu. Institutul de Lingvistică și Istorie Literară „Sextil Pușcariu“, Cluj-Napoca. II: 33–41.[nefuncțională – arhivă]
- Sala, Marius (2005). From Latin to Romanian: The Historical Development of Romanian in a Comparative Romance Context. University, Mississippi. ISBN 1-889441-12-0.
- Schulte, Kim (2009). „Loanwords in Romanian”.  În Haspelmath, Martin; Tadmor, Uri. Loanwords in the World's Languages: A Comparative Handbook. De Gruyter Mouton. pp. 230–259. ISBN 978-3-11-021843-5.
- Wexler, Paul (1997). „The case for the relexification hypothesis in Rumanian”.  În Horváth, Júlia; Wexler, Paul. Relexification in Creole and Non-Creole Languages: With special attention to Haitian Creole, Modern Hebrew, Romani, and Rumanian. Harrassowith Verlag. pp. 162–188. ISBN 978-3-447-03954-3.
- Zwannenburg, Wiecher (2006). „German Influence in Romanian”.  În Gess, Randall S.; Arteaga, Deborah. Historical Romance Linguistics: Retrospective and Perspectives. John Benjamins Publishing Company. pp. 253–268. ISBN 90-272-4788-9.